# Prasmodon bobpoolei
Prasmodon bobpoolei (лат.) — вид мелких наездников подсемейства Microgastrinae из семейства Braconidae (Ichneumonoidea). Видовое название bobpoolei дано в честь американского энтомолога Bob Poole (National Museum of Natural History, Smithsonian Institution, Вашингтон, США), крупного специалиста по бабочкам из надсемейств Noctuoidea и Geometroidea.

## Распространение
Неотропика (Коста-Рика).

## Описание
Паразитические наездники крупных для микрогастерин размеров. Длина тела 4,1—4,6 мм, длина переднего крыла 4,5—4,8 мм. Основная окраска желтовато-оранжевая. От близких таксонов отличается 
желтовато-белыми задними лапками, буровато-чёрными задними концами голеней задних ног, тёмной птеростигмой и жилкам крыла; жгутик и скапус усика буровато-чёрные. Паразитируют на гусеницах бабочек (Elachistidae).
Яйцеклада равен около половины от длины задней голени; первый тергит гладкий; второй тергит поперечный. Переднее крыло с закрытым ареолетом (вторая субмаргинальная ячейка). Проподеум с морщинками и гладкими местами. Лунулы треугольные. Нотаули глубокие. Жгутик усика 16-члениковый. Нижнечелюстные щупики 5-члениковые, нижнегубные щупики состоят из 3 сегментов. Дыхальца первого брюшного тергиты находятся на латеротергитах.